# Jeronim De Rada
Jeronim de Rada, wł. Girolamo de Rada (ur. 29 listopada 1814 we wsi Macchia w Kalabrii, zm. 28 lutego 1903) – albański pisarz, folklorysta, malarz i działacz narodowy.

## Życiorys
Pochodził z rodziny Arboreszów (albańskiej diaspory we Włoszech). Był synem księdza prawosławnego i nauczyciela Mikela de Rady, mieszkającego w rejonie Cosenzy i Mariany z d. Braile. J. de Rada uczył się w szkole św. Adriana w San Demetrio Corone. Zafascynowany albańską przeszłością swoich przodków, zaczął od wczesnych lat swojego życia zbierać materiały związane z folklorem albańskim. W październiku 1834 roku, zgodnie z życzeniem jego ojca, rozpoczął studia prawnicze na uniwersytecie w Neapolu, ale musiał je przerwać z powodu epidemii cholery. Głównym obszarem jego zainteresowań pozostał folklor i literatura. To właśnie w Neapolu, w 1836 roku J. de Rada opublikował pierwszy tomik poezji albańskiej, pod włoskim tytułem Poesie albanesi del secolo XV. Canti di Milosao, figlio del despota di Scutari (Poezja albańska od XV wieku. Pieśni Milosao, syna władcy Szkodry). W języku albańskim dzieło to jest znane jako: Këngët e Milosaos.
W związku z epidemią cholery, panującą w Neapolu, de Rada opuścił uczelnię i powrócił do domu w Kalabrii. Drugie przygotowane przez niego w 1839 roku dzieło: Canti storici albanesi di Serafina Thopia, moglie del principe Nicola Ducagino (Albańskie pieśni historyczne Serafiny Thopii, żony księcia Nikolasa Dukagjini) zostało skonfiskowane przez władze burbońskie z powodu podejrzeń o związki de Rady z tajnymi stowarzyszeniami, działającymi na terenie Włoch, w okresie Risorgimento. Dzieło z 1839 zostało potem wydane jeszcze dwukrotnie (1843, 1897) pod innymi tytułami.
W jego twórczości można także odnaleźć dramaty, jak choćby I Numidi (Numidyjczycy), wydany w Neapolu, w 1846 roku. W 1848 roku de Rada założył dwujęzyczne pismo L’Albanese d’Italia (Włoscy Albańczycy), w którym zamieszczano artykuły poświęcone Albańczykom. Pismo to, o nakładzie 3200 egzemplarzy, było prawdopodobnie pierwszym pismem w języku albańskim wydawanym regularnie i ważnym forum dyskusji o problemie albańskim. W latach 60. Jeronim de Rada skupił się na wydawaniu prac w języku włoskim, poświęconych historii narodu albańskiego (Antichità della nazione albanase), które odegrały istotną rolę w popularyzacji wiedzy o Albańczykach w Europie. W 1878 roku poparł działania Ligi Prizreńskiej i w swoich artykułach wypowiadał się przeciwko planom podziału ziem zamieszkanych przez Albańczyków. Od 1883 wydawał dwujęzyczny półrocznik Flamuri Arbërit – La bandiera dell’Albania. Zajmował się także malarstwem, tworząc głównie pejzaże.
Od 1892 uczył języka albańskiego w szkole św. Adriana w San Demetrio Corone. Tam też w 1895 zorganizował kongres języka albańskiego. Zmarł w nędzy w roku 1903.
Był żonaty (w 1849 poślubił Madalenę Melici, zm. 1883).

## Pamięć
W dziejach literatury albańskiej de Rada jest uznawany za jednego z najwybitniejszych przedstawicieli literatury romantycznej w okresie Rilindja Kombetare (Odrodzenia Narodowego). Najciekawszym przykładem jest opowieść o miłości Milosao, dostojnika pochodzącego ze Szkodry i Riny, córki pasterza. Różnice społeczne między kochankami przestają mieć znaczenie w obliczu trzęsienia ziemi, które dotyka całą społeczność. Większość zachowanych listów de Rady przechowuje biblioteka miejska w Catanzaro. Imię Jeronima de Rady noszą ulice w Tiranie, Szkodrze, Wlorze, Cosenzy i Catanzaro, a także szkoły w Tiranie i w Ferizaju. Rok 2014 rząd Albanii ogłosił Rokiem Jeronima de Rady.

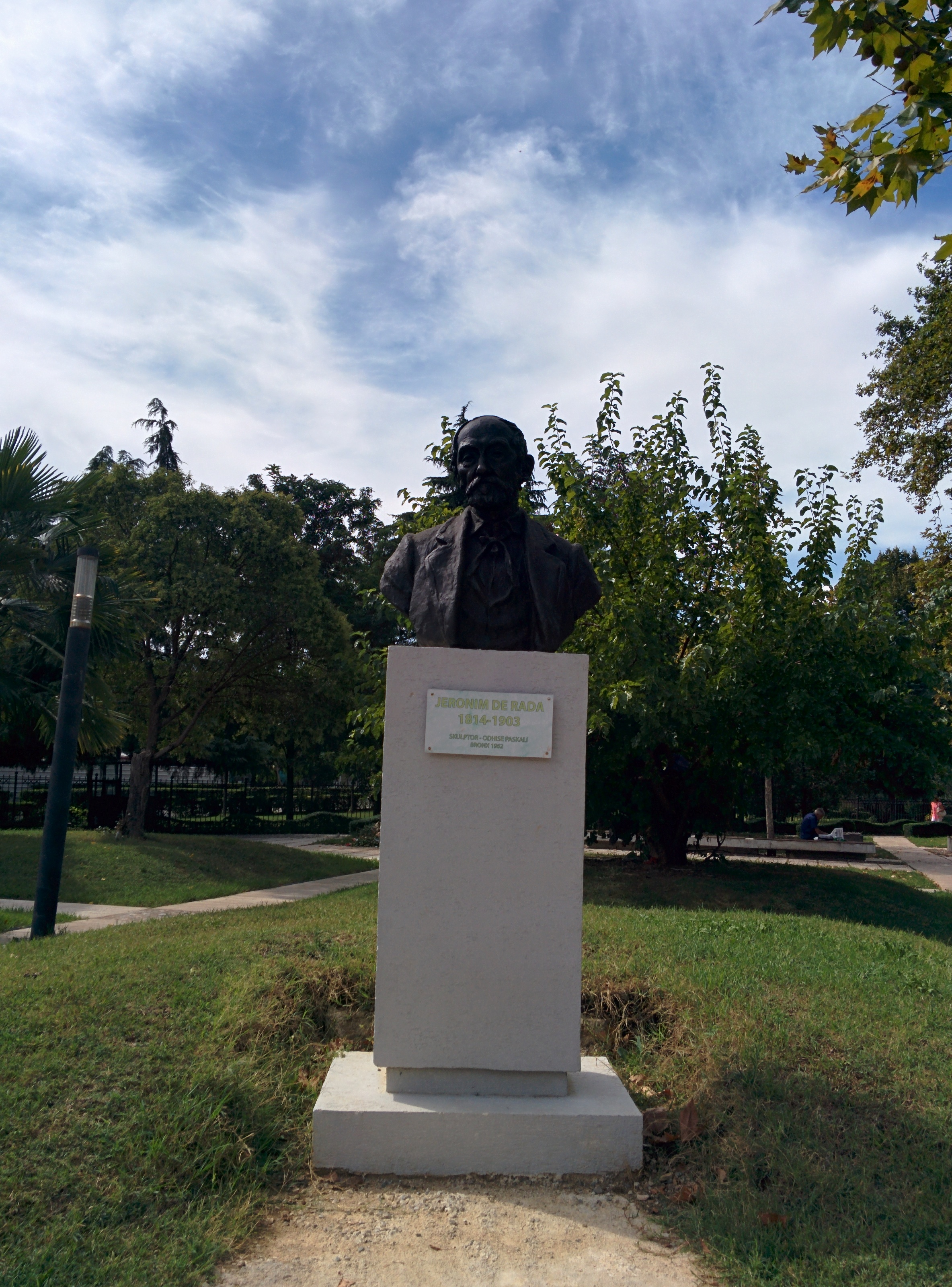
Pomnik Jeronima de Rady w Tiranie

## Dzieła
- 1846: I Numidi
- 1861: Principii di estetica
- 1864: Antichità della nazione albanase
- 1866: Rapsodie d'un poema albanese